# Ondrej Francisci
Ondrej Francisci (10. listopadu 1915 Tótkomlós, slovensky Slovenský Komlóš, Maďarsko – 21. dubna 1985 Bratislava, Slovensko) byl slovenský dirigent, sbormistr a hudební skladatel.

## Život
Vystudoval Učitelský ústav v Miškolci roku 1935. Učil nejprve v Pitvaroši a posléze ve svém rodišti. Již jako mladík řídil pěvecké a instrumentální soubory. Jeden školní rok (1942–1943) studoval externě skladbu na Hudební akademii F. Liszta v Budapešti. Studium přerušila 2. světová válka a po jejím skončení Francisci odešel na Slovensko.
Stal se nejprve učitelem v Devínské Nové Vsi a později učil na několika bratislavských školách. Byl sbormistrem Dětského pěveckého sboru v Pionýrském domě v Bratislavě a členem Pěveckého sboru slovenských učitelů. Vedle zaměstnání vystudoval Státní konzervatoř v Bratislavě. Absolvoval v roce 1950 a od roku 1951 pokračoval ve studiu skladby na Vysoké škole múzických umění v Bratislavě u Alexandra Moyzese.
Od roku 1951 také působil v Československém rozhlase v Bratislavě. Založil Dětský pěvecký sbor čs. rozhlasu v Bratislavě, se kterým nahrál téměř 500 skladeb nejrůznějších žánrů a absolvoval mnoho koncertních vystoupení doma i v zahraničí. Jeho sborem prošla celá řada významných slovenských hudebníků (např. Edita Grúberová, Magda Hajossyová, Gabriela Beňačková, Jana Kocianová, Dušan Jarjabek, Jozef Benedik, Vladimír Bokes, Ondrej Lenárd a ďalší). V letech 1971–1976 vyučoval na bratislavské konzervatoři mimo jiného metodiku vedení dětského sboru.

## Dílo
Jako skladatel se Ondrej Francisi věnoval především písňové a sborové tvorbě.

### Sbory
Mužské
- Pieseň o prvom robotníkovi (1952)
- Tri východoslovenské ľudové piesne (1953)
- Najsladší čas (1957)
- Hraj, muziko, hraj, Dve z rovného (1958)
- Partizánska dumka (III. cena v soutěži Osv. ústavu Bratislava, 1959)
- Bratislava (tenorové sólo a mužský sbor, ll. cena v soutěži k 30. Výročí osvobození Bratislavy, 1964)
- Goralu, či ci nežal (ženské sólo a mužský sbor, 1970)
- Májová pieseň (1981)

Ženské
- V hlbokej doline (1952)
- Keď Anička húsky pásla (1953)

Smíšené
- Tri východoslovenské ľudové piesne (1953)
- Po mieri (1955)
- Zvýskli Tatry,(1956)
- Pochod Požuňských Slovákov (1957)
- Dobre robil Kubo (1957)
- Fašiangy, Turice, 7 slov. ľud. piesní (1957)
- Piesne Slovákov v Maďarsku (1957)
- Krásna zem (malá kantáta, sbor a klavír, 1959)
- Spev mladých (1959)
- Čičmianske piesne (1965)
- Háju, háju, (svadobná z Oravy, 1981)
- Májová flauta (1982)

Dětské
- Deti slobody (6 písní, 1954)
- Päť piesní pre menšie deti, (1955)
- Od jari do zimy (15 písní, 1957)
- Veľkonočný prútik (6 lidových. písní, 1957)
- Štyri koledy (1958)
- Rybí svatba (1959)
- Spievanky (105 písní pre deti materských škôl, 1959)
- Deťom pre radosť (4 písně, 1962)
- Vítanie jari (20 písní, 1962)
- Rozprávočky (3 písně, 1965)
- Sedem písní pre mládež (1967)
- Šli dievčence vence viť (31 lidových. písní, 1968)
- Dievčenské hry z Važca (1968)
- Mozaika (8 písní, 1968)
- Spievaj si, slávičku (25 ľud. písní, 1969)
- Zanôťme si v údolí (9 písní, 1972)
- Pieseň o rodnej zemi (4 písně, 1974)
- Detské zbory (16 písní, 1974)
- Piesne pre deti (47 písní, 1976)
- Oslobodená zem (4 písně, 1977)
- Jantárový svet (4 písně, 1978)
- Tri piesne k MDD (1979)
- Sedem písní zo Šariša (1980)
- Mládežnícka jar (6 písní, 1981)
- Krútence, pletence (8 písní, 1981)
- Smer škola (8 písní, 1981)

### Jiné skladby
- Smyčcový kvrtetet D dur
- Rozprávočka pokračuje, hudba k loutkové hře (1959)
- Vodník Hastrman, hudba k loutkové hře (1961)